# Nietoczka Niezwanowa
Nietoczka Niezwanowa (ros. tytuł oryg. Неточка Незванова) – niedokończona powieść Fiodora Dostojewskiego z lat 1848–1849.

## Przegląd treści
Życie Nietoczki Niezwanowej jest opisywane od czasu, gdy kończy 8 lat do 16 roku życia.
Na początku dziewczynka mieszka z matką i ojczymem w komórce na strychu wielkiego peterburskiego domu. Ojczym, utalentowany skrzypek, ale pełen pychy, prostacki i bezceremonialny człowiek, żyje na koszt żony, która rzekomo zaprzepaściła jego talent. Nie rozumiejąc prawdziwych stosunków między rodzicami, Nietoczka głęboko przywiązuje się do ojczyma i marzy o tym, aby po śmierci chorej matki rozpocząć z nim nowe, szczęśliwe życie „w domu z czerwonymi zasłonami”, bogatej willi, którą widać z ich okna.
Wykorzystując ślepą miłość Nietoczki, Jefimow zmusza ją, aby oszukała matkę i oddała mu ostatnie pieniądze na bilet na koncert znanego skrzypka S-ca.
Wstrząśnięta matka umiera tego samego wieczora. Ojczym w przystępie szaleństwa wyrusza z Nietoczką realizować jej dziecięce pragnienie, jednak zostawia dziewczynkę samą na ulicy i ucieka. Wkrótce ojczym umiera, a Nietoczka zostaje przygarnięta przez właściciela domu „z czerwonymi zasłonami”. Zaprzyjaźnia się z jego córką, Katią, ale żona pana domu nie jest zadowolona z tej przyjaźni i Nietoczka zostaje oddana na wychowanie zamężnej siostrze Katii, Aleksandrze Michajłownie, która stara się zastąpić sierotce matkę i poświęca wiele troski jej wychowaniu.
Gdy Nietoczka trochę podrasta, dostaje się do domowej biblioteki i zapoznaje się z powieściami, których „czarodziejskie obrazy” przenoszą ją daleko od „ponurej jednostajności” dokoła. Mając „cudowny” głos, Nietoczka w wieku 16 lat zaczyna uczyć się śpiewu w konserwatorium.
Przypadek pozwala jej wniknąć w tajemnicę domu: w jednej z książek odnajduje dawny list niejakiego S. O. do Aleksandry Michajłowny. Ich „niewinna” miłość stała się przedmiotem „złośliwości i śmiechu” w towarzystwie. Mąż „obronił” Aleksandrę Michajłownę przed docinkami, ale od tego czasu tyranizuje moralnie przytłoczoną jego „wielkodusznością” kobietę. Nietoczka odczuwa w stosunku do niego jawną wrogość, a ten stara się oczernić wychowankę w oczach żony, zarzucając jej, że prowadzi korespondencję z kochankiem. W czasie awantury nie oszczędza on uczuć żony, w odpowiedzi na co Nietoczka demaskuje jego dwulicowość i planuje na zawsze opuścić jego dom.
Temat cierpiącego dziecka często występuje w twórczości Dostojewskiego. Nietoczka Niezwanowa ma też wiele cech, którymi charakteryzują się późniejsze postaci emancypantek z powieści Dostojewskiego – Natasza Ichmieniewa (Skrzywdzeni i poniżeni), Dunia Raskolnikowa (Zbrodnia i kara), Agłaja Jepanczyn (Idiota), Katarzyna Achmakowa (Młodzik).